# Corazza
La corazza è un indumento protettivo utilizzato per difendere il busto di colui che la indossa da danni intenzionali o casuali durante un combattimento militare; è tipicamente associata al soldato. Il nome deriva dal latino coriacia, attraverso il volgare *coriacja (= di cuoio), da corium (= cuoio).

## Storia

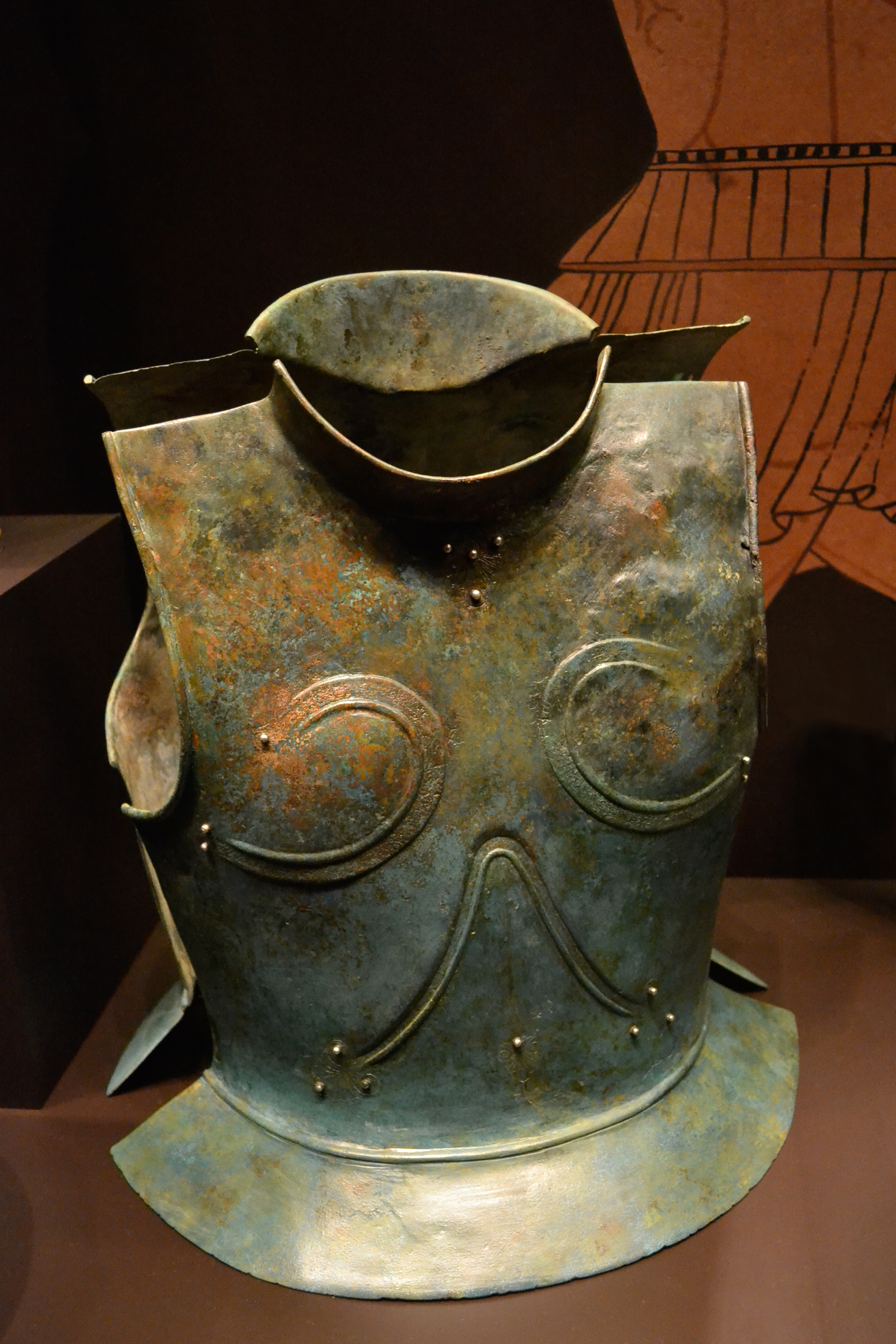
Corazza greca arcaica (620–580 a.C.).

### Corazza greca
In età arcaica la corazza era a forma di campana o ad anelli concentrici. In età classica si optò per una corazza di forma anatomica (thórax) sempre in bronzo chiusa in vita da dove pendevano i pterugi (epibraxiōníos): strisce di cuoio disposte su due strati a difesa del ventre. La corazza era fatta di due piastre di bronzo modellate (una copriva il petto, l'altra difendeva la schiena) tenute assieme da 3 cerniere poste su entrambi i lati e due sulle spalle.
Successivamente la corazza si sviluppò in età ellenistica venendo definita composita. Tale tipo comprendeva oltre che la struttura in bronzo un rivestimento interno in lino o cuoio che ne impedivano l'ossidazione. Altre tecniche svilupparono dei rivestimenti interni in cuoio o lino induriti dello spessore di mezzo centimetro. Tutte questo corazze poggiavano sul chiton (rettangolo di stoffa avvolto a drappeggio intorno al corpo, stretto da una cintura) di lino o lana. Venne poi sostituito dall'exomis, tunica di lino corta senza maniche, stretta in vita con una cintura.

### Nell'antica Roma e altre civiltà
Oltre ad essa la storia europea contempla altri tipi di corazze che includono la lorica segmentata delle legioni romane, le armature in maglia di ferro del primo medioevo e l'armatura completa a piastre in acciaio indossata dai cavalieri tardo-medioevali e rinascimentali. Inoltre alcuni componenti chiave (piastra anteriore e posteriore) furono indossati dalla cavalleria pesante in parecchi paesi europei fino alla prima guerra mondiale (1914-15).
Nella storia dell'Estremo oriente, erano popolari le corazze lamellari e le brigantine. Nel periodo antecedente la dinastia Qin, l'armatura in pelle era fatta con animali esotici come il rinoceronte. L'influenza cinese in Giappone provocò l'adozione degli stili cinesi e la famosa armatura samurai è un risultato di questa influenza.

### Età moderna

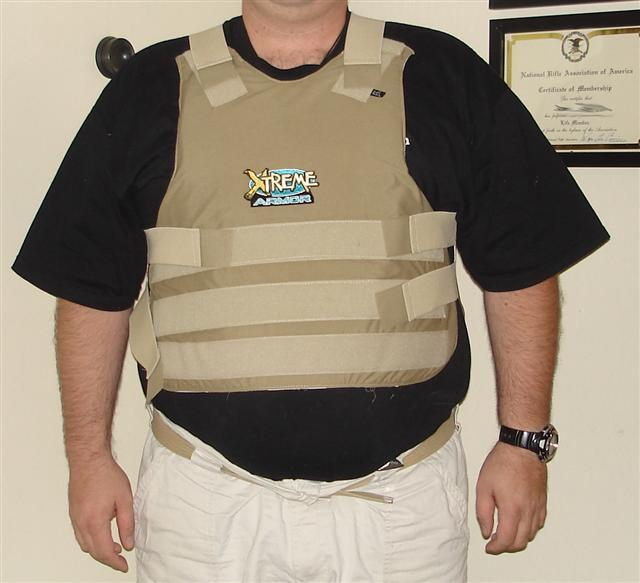
Un giubbetto antiproiettile moderno.

Attualmente si utilizzano giubbotti antiproiettile prodotti con materiale balistico eventualmente rinforzato con piastre ceramiche. Sono utilizzati da forze di polizia, guardie, personale carcerario e alcuni reparti militari. Normalmente, la fanteria utilizza protezioni leggere per proteggersi dalle schegge di granate e dagli effetti indiretti dei bombardamenti. Tali protezioni sono di solito insufficienti a fermare colpi di armi leggere. Infatti, in ambito militare si è esposti al fuoco di armi, come i fucili d'assalto, a elevata energia e potere perforante. Protezioni adeguate sarebbero troppo pesanti e ingombranti per essere usate in combattimento.
L'esercito statunitense ha adottato la Interceptor Body Armor, che utilizza inserti protettivi avanzati per armi leggere (Enhanced Small Arms Protective Inserts, E-S.A.P.I). Tali inserti, delle piastre, sono ufficialmente in grado di fermare 3 proiettili perforanti (AP) da 7,62 mm sparati da 10 m di distanza. Soldati con questo sistema di protezione, in missione in Iraq e Afghanistan, raccontano di essere stati colpiti anche sette volte al torace senza restare feriti.
Nel considerare la protezione di un giubbotto antiproiettile bisogna però tenere conto che, pur avendo una buona resistenza verso i proiettili, come suggerisce il nome, non è in generale efficiente contro armi da taglio. Questo aspetto può comunque essere migliorato con protezioni "anti-taglio/anti-pugnalata".

## Descrizione
Essa è uno degli elementi costitutivi dell'armatura. È stata utilizzata durante tutta la storia scritta, a partire da pelli, cuoio ed osso, fino al passaggio al bronzo e poi all'acciaio durante il Medioevo, fino alle corazze moderne prodotte in kevlar, dyneema (o spectra) e materiali ceramici.
La corazza antica è generalmente composta da due o tre pezzi principali; la parte anteriore, detta pettorale, che nei modelli più tardi era composta di due pezzi, talvolta incernierati per aumentare la mobilità, e lo schienale o schiena Nell'uso moderno, con "corazzato" si identifica anche una forza o unità militare pesantemente corazzata come ad es. fanteria pesante o cavalleria pesante (opposto a fanteria leggera o cavalleria). Nei moderni scenari di guerra, le "unità corazzate" dotate di carri armati ricoprono il ruolo che storicamente era della cavalleria pesante e appartengono ai "reparti corazzati" (chiamati anche "corpi corazzati"), all'interno della struttura di un esercito nazionale. La fanteria pesante è stata ora rimpiazzata dalla fanteria meccanizzata.